# Leguminovora
Leguminovora is een geslacht van vlinders van de familie bladrollers (Tortricidae).

## Soorten
- L. glycinivorella (Matsumura, 1898)
- L. ptychora (Meyrick, 1907)